# Carl W. Akerlof
Carl Akerlof – amerykański fizyk cząstek elementarnych oraz astrofizyk pracujący na Uniwersytecie Michigan, członek American Physical Society. Zainicjował i nadzorował projekt ROTSE, dzięki któremu dokonano przełomowych odkryć rozbłysków gamma. Wraz z 1500 innymi pracownikami jest współautorem ponad 400 prac, które były cytowane ponad 6000 razy.

## Kariera
Akerlof pochodził z rodziny naukowców; jego ojciec oraz wujek byli chemikami, pracującymi przy Projekcie Manhattan w czasie II wojny światowej. Jego brat, George Akerlof, jest ekonomistą i laureatem nagrody Nobla. Carl Akerlof uzyskał tytuł Bachelor of Arts na Uniwersytecie Yale w 1960, a w 1967 tytuł doktora na Uniwersytecie Cornella. Od 1969 pracował na Uniwersytecie Michigan.